# Contea di Weishi
La contea di Weishi (尉氏县S, Wèishì XiànP) è una contea della Cina, situata nella provincia di Henan e amministrata dalla prefettura di Kaifeng.